# Toussaint Massa
Toussaint Massa, né en 1794 et mort à Belleville le 29 avril 1823, est un sculpteur français, lauréat du prix de Rome.

## Biographie
Né en 1794, Toussaint Massa est élève de Philippe-Laurent Roland à l’École nationale supérieure des beaux-arts de Paris.
En 1812, il reçoit le deuxième second grand prix de Rome ex æquo avec James Pradier, le sujet étant Aristote déplore la perte de ses abeilles.
Il obtient le premier second grand prix de Rome en 1815 avec Ulysse reconnu par son chien. 
Mort en 1823, il est inhumé au cimetière du Père-Lachaise (23e division) le 30 avril 1823.